# Margetshöchheim
Margetshöchheim é um município da Alemanha, situado no distrito de Würzburgo, no estado da Baviera. Tem 6,67 km² de área, e sua população em 2019 foi estimada em 3.133 habitantes.